# بهارستان غیبی
بهارستان غیبی [غائبی] اثر میرزا ناتْهَن علاءالدین اصفهانی است که در سدهٔ هفدهم میلادی نوشته شد. این کتاب به زبان فارسی و یک رویدادنامه دربارهٔ تاریخ بنگال، کوچ بهار، آسام و بیهار در دوران فرمانروایی جهانگیرشاه (۱۶۰۵–۱۶۲۷) از امپراتوری گورکانی است. برخلاف دیگر کتاب‌های تاریخی گورکانی که به دستور شاهان و توسط مورخان درباری برای کل امپراتوری نوشته می‌شد، «بهارستان غیبی» تنها به اوضاع بنگال و مناطق مجاور آن می‌پردازد. این کتاب اثر تاریخی مهمی است که به سبکی ساده و بی‌پیرایه نوشته شده ولی حاوی توصیف دست اول و تفصیلی رویدادهای نظامی، سیاسی و اجتماعی بنگال و اریسا در رُبع اول سدة یازدهم قمری است.

## نویسنده
«بهارستان غیبی» نوشتهٔ علاءالدین اصفهانی ملقب به میرزا ناتهن است. پدر او، ابراهیم کلال که بعداً لقب اهتمام‌خان گرفت، از افسران ویژهٔ جهانگیر بود. او در سال ۱۶۰۸ به دستور شاه، همراه با اسلام خان چشتی، به‌عنوان دریابد ناوگان گورکانیان به بنگال رفت. میرزا ناتان نیز پدرش را در این مأموریت همراهی کرد. بعدها جهانگیر به میرزا ناتان لقب «شیطب‌خان» بخشید.
پدر او، ملک‌علی اهتمام‌خان، مهاجری ایرانی بود که در زمان سلطنت اکبر، مقام کوتوالی آگره را عهده‌دار بود، و جهانگیر او را در ۱۰۱۶ به منصب فرماندهی هزار دَت (پیاده) و سیصد سوار ارتقا داد و به عنوان میر بحر (فرمانده توپخانه و ناوگان) به بنگال فرستاد (رجوع کنید به جهانگیر، ص ۶۸؛ بهارستان غیبی، نسخه خطی، گ۲پ). در بنگال، علاءالدین در ابواب‌جمعی پدرش به خدمت پرداخت و به اسلام‌خان چَشتی، حاکم بنگال، بهار و اریسا، نزدیک شد. پس از مرگ اهتمام‌خان در ۱۰۲۱، علاءالدین با درجة فرمانده نظامی پانصد دَت و ۲۵۰ سوار به خدمت پادشاه درآمد (بهارستان غیبی، گ۹۷پ)، و بعدها لقب «شتاب‌خان» به او داده شد. بهارستان غیبی، که در ۱۰۳۴ تألیف شده، تنها اثر ادبی علاءالدین و حاوی خاطرات اوست.
علاءالدین اصفهانی که در ارتش گورکانی در بنگال خدمت می‌کرد، بیشتر رویدادهای سیاسی و زندگی روزمرهٔ منطقه را از نزدیک دید و روایت‌هایش حاصل مشاهدات شخصی اوست. ناتان در نبرد با خواجه عثمان و پرتاپادیتیا در زمان نیابت اسلام خان شرکت داشت، و در دوره‌های بعدی در جنگ‌های کامروپ فعال بود.
هنگامی که شاه جهان علیه پدرش جهانگیر شورید و به بنگال آمد، میرزا ناتان به او پیوست و در عملیات جنگی یاری‌رسان شد. اما وقتی شاهزاده به دکن رفت، میرزا ناتان پنهان شد و دیگر خبری از او به‌دست نیامد. گفته می‌شود او در خلوت زیست و تخلّص «غیبی» («ناپیدا») را برگزید. روایت‌های دست‌اول او گزارشی روشن از فتح گورکانیان در کامروپ، کاچار و آسام به دست می‌دهند. همچنین شرح حملات مکرر مغ‌ها به ناحیه نواخالی و لشکرکشی‌های گورکانیان به چاتگام در این اثر آمده است، در حالی که منابع ایالت راخین و پرتغالی تنها اشاره‌های کوتاهی دارند.

## سازماندهی
«بهارستان غیبی» مدت‌ها مفقود بود تا اینکه جادونات سارکار آن را در کتابخانه ملی فرانسه در پاریس یافت. او با انتشار مقالاتی به زبان انگلیسی و زبان بنگالی این نسخه را به جامعهٔ علمی معرفی کرد. دانشگاه داکا نسخهٔ عکسی از کتاب تهیه کرد و سپس م. ای. بوره، استاد زبان فارسی، آن را به انگلیسی برگرداند. این ترجمه در سال ۱۹۳۶ در آسام منتشر شد و در دو جلد بزرگ در حدود هزار صفحه به چاپ رسید. ترجمهٔ بوره با توضیحات فراوان دربارهٔ اصطلاحات فنی و مکان‌های جغرافیایی همراه است.
کتاب به بخش‌هایی به نام «دفتر» تقسیم شده است: «اسلام‌نامه» دربارهٔ دلاوری اسلام‌خان، «دفتر دوم» دربارهٔ فرماندهی قاسم خان چشتی، «ابراهیم‌نامه» دربارهٔ دلاوری ابراهیم خان فتح‌جنگ، و آخرین «دفتر» که به شورش شاه‌جهان در بنگال می‌پردازد و «وقایع جهانشاهی» نام دارد. در کل کتاب تنها چهار تاریخ دقیق آمده که سه تای آن با متن ناسازگار است، اما اشاره به ماه‌های رمضان، عید فطر، محرم (ماه) و دیگر جشن‌ها امکان بازسازی گاه‌شمار رویدادها را فراهم می‌کند. پژوهشگران دریافته‌اند که دو دفتر نخست پیش از ۱۶۳۲ و دو دفتر بعدی پیش از ۱۶۴۱ تکمیل شده‌اند.

## محتوا
«بهارستان غیبی» منبعی یگانه و بسیار مستند دربارهٔ تاریخ بنگال، بیهار و آسام در سدهٔ هفدهم و فرایند سلطهٔ گورکانیان بر این سرزمین‌هاست. در حالی که تزک جهانگیری تنها اشاره‌های کوتاهی به بنگال دارد، این کتاب جزئیات فراوانی از لشکرکشی‌های اسلام خان، فتح کامروپ، تیپرا، کاچار، آسام و چاتگام به دست می‌دهد. رویدادها با شرح کامل نبردها، اوضاع سیاسی و زندگی اجتماعی و اقتصادی در دوران جهانگیر نقل شده‌اند. کتاب همچنین نام و شرح فرماندهان و جنگاوران محلی را که نقش مهمی در رویدادهای آن عصر داشتند، ثبت کرده است.